# Обернибесов, Конон Антонович
Конон (Коннон) Антонович Обернибесов (Абернибесов) (1768—1820) — русский контр-адмирал.

## Биография
Родился в 1768 году в семье потомственного дворянина Тверской губернии констапеля флота Антона Обернибесова (Абернибесова). 
В марте 1781 года был зачислен в Морской кадетский корпус. В 1783 году был произведен в чин гардемарина и совершил несколько учебных компаний на судах Балтийского флота. После сдачи экзамена был произведён 1 мая 1785 года из сержантов в чин мичмана и до весны 1787 года продолжал плавать в Балтийском море.
В 1787—1791 годах служил при архангельском порте.
В 1792—1793 годах, в чине лейтенанта, командовал транспортными судами «Цвейбрудер» и «Обсерваториум», перевозил грузы между портами Финского залива.
В 1794—1798 годах служил волонтёром в британском Королевском флоте, участвовал в сражениях с французским флотом в у берегов Испании и в Средиземном море. За отличие 16 августа 1796 года был произведен в чин капитан-лейтенанта.
По возвращении на родину был произведен в чин капитана 2-го ранга и был отправлен в Архангельск для наблюдения за постройкой судов.
Командуя 44-пушечным фрегатом «Тихвинская богородица», в сентябре 1799 года в составе эскадры под флагом вице-адмирала Б. А. Баратынского вышел из Архангельска к английским берегам. Во время сильного шторма фрегат разлучился с эскадрой и шёл самостоятельно, от порывов ветра и сильной качки сломались все три мачты и бушприт, погиб один матрос. Поставив фальшивое вооружение, 29 октября пришел на Литский рейд и встал на ремонт. Отремонтировав фрегат, Обернибесов до июля 1800 года находился в Англии, а затем в составе эскадры перешел в Кронштадт.
Былпроизведен в чин капитана 1-го ранга 16 сентября 1801 года. В компанию того же года, командуя 74-пушечным кораблем «Св. София Магдалина», находился в практическом плавании в Финском заливе, а в 1802 году стоял на кронштадском рейде.
В 1804 году производил опись и промер невских фарватеров и 26 ноября был пожалован орденом Св. Георгия 4-й степени.
В 1805 году командовал 74-пушечным кораблем «Зачатие Св. Анны» в составе эскадры под флагом адмирала Е. Е. Тета, участвовал в перевозке экспедиционного корпуса под командованием генерал-лейтенанта графа П. А. Толстого из Кронштадта в шведскую Померанию.
Во время русско-шведской войны в чине капитан-командора командовал отрядом из пяти плавучих батарей на кронштадском рейде.
После окончания военных действий назначен обер-штер-кригскомиссаром при черноморском департаменте и 8 января 1809 года произведён в чин контр-адмирала с назначением управляющим Счётной экспедицией Военного министерства.
Умер в Санкт-Петербурге 15 (27) февраля 1820 года.

## Семья
Жена: Мария Александровна Круз (24.08.1779 — 31.08.1817), дочь адмирала А. И. Круза. Их дети:
- Агриппина (1802—1863), жена статского советника, владельца имения Островки, Николая Петровича Милюкова (1803—1889), старшего брата В. П. Милюкова.
- Александр (1808—?)
- Константин (1813 — 25.09.1853) — прапорщик;
- Антон (1813—1817)
- Михаил — мичман.